# Kase
Kase var en äldre svensk frälsesläkt, som levde mellan 1300-talet och 1400-talet i Uppland och Södermanland. Ätten anses inte ha någon koppling till den yngre adelsätten Kåse.
Vapen: Medlemmarna i ätten Kase förde i vapnet oftast en sjuuddig stjärna (liknande Bergkvaraätten och Vinäsätten), eller en sexuddig stjärna, med okänd tinktur.
Haldor Magnusson är känd 1323, och ägare till gården Vinsarp (Ulricehamn), vars näste ägare var Olof Kase (känd 1348, död före 1350 i digerdöden), vilken har föreslagits vara en son till den föregående. Olof också sagts ha haft en bror med namnet Harald. Olof Kases sigill kan ses   i Svenska sigiller från medeltiden av Bror Emil Hildebrand, där Olof Kases sigill sägs vara avbildat som nr 376 med omskriften S' OLAI OLAF SVN.
27 oktober 1362 är datering för Harald Kases morgongåvobrev till Ingeborg Ulfsdotter (Ulv) i hennes tredje äktenskap, tidigare gift med Magnus Nilsson (Rävelstaätten).
Ätten bebodde under medeltiden (1400-talet) Vårby gård i Huddinge och är bland annat känd genom fogden i Tavastland Magnus Kase (död omkring 1402)  vilken förde en sexuddig stjärna och nämns i ett arvsdokument efter Bo Jonsson (Grip).
Magnus Kases dotter Märta Magnusdotter Kase gifte sig med Magnus Trottesson (Eka),  varigenom Magnus är anfader till bland andra kung Gustav Vasa genom Gustavs mor Cecilia Månsdotter av Ekaätten.